# Liste des cathédrales de Guinée équatoriale
Cet article recense les cathédrales de la Guinée équatoriale.

## Liste[1]
- Cathédrale Saint-Jean-et-Notre-Dame-du-Pilier de Bata
- Cathédrale d'Ebebiyín
- Cathédrale Saint-Joseph d'Evinayong
- Cathédrale Sainte-Élisabeth, à Malabo
- Cathédrale-basilique de l'Immaculée-Conception de Mongomo